# Vergiliae
Vergiliae ist die lateinische Bezeichnung der Plejaden. Das Wort wird vom indogermanischen Stamm vergus, verga, vergum = Geflecht, Umhegung hergeleitet und steht im inhaltlichen Zusammenhang mit der Namensbildung in anderen indogermanischen Sprachen, etwa dem Indischen. Eine Personifizierung oder mythische Überhöhung ist nicht überliefert.

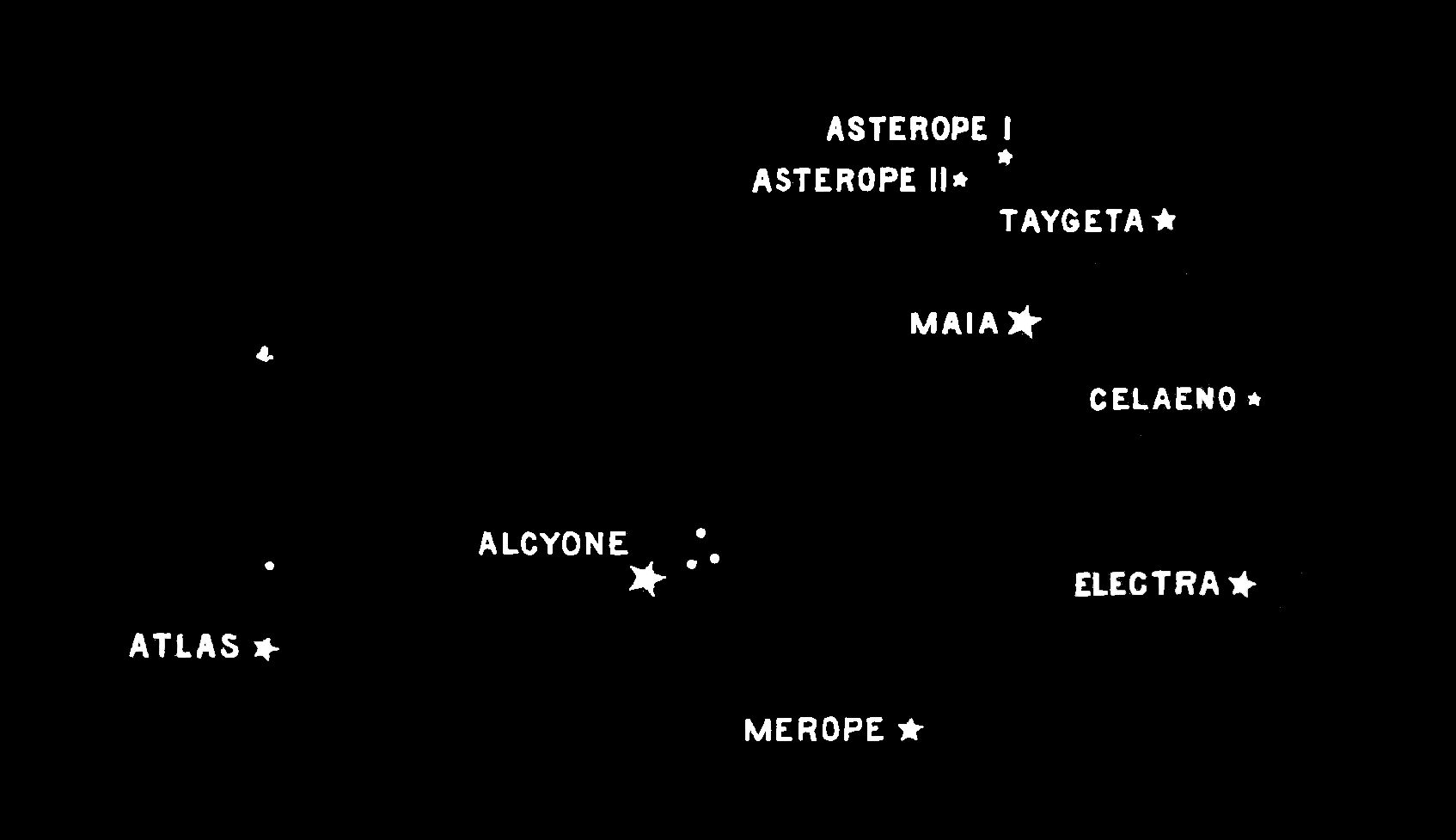
Die Vergiliae mit ihren Hauptsternen

## Überlieferung
Die erste Erwähnung findet sich bei Plautus in seiner Komödie Amphitruo. Um die Dauer der Nacht zu vergegenwärtigen, werden die Vergiliae neben Mond und Abendstern herangezogen. Der Sternhaufen muss also damals unter diesem Namen eines der bekannteren Himmelsobjekte gewesen sein. Mit der griechischen Literatur wurde in Rom die Bezeichnung Pleiades gebräuchlich. Insbesondere die Dichtung verwendete das griechische Lehnwort. Ovid z. B. erwähnt in seiner Dichtung häufig die Pleiades und nie die Vergiliae.
Die lateinische Fachliteratur, insbesondere die agrarische, bleibt bei dem lateinischen Begriff. Marcus Terentius Varro widmet in seiner Schrift De re rustica den Vergiliae mehrere Abschnitte und verwendet nie den Ausdruck Pleiades, ebenso Plinius in der Naturalis historia.

## Bedeutung
Die Vergiliae spielen eine große Rolle in den agrarischen Schriften Varros und Lucius Iunius Moderatus Columellas und auch in den agrarischen Teilen der Naturalis historia des älteren Plinius. Durch sie wird der Zeitpunkt zahlreicher bäuerlicher Arbeiten bestimmt. Varro unterteilt das bäuerliche Arbeitsjahr in acht Perioden; zwei Grenzpunkte bilden dabei die Vergiliae durch Aufgang (exortus) und Untergang (occasus). Dabei setzt er den Aufgang auf 44 Tage vor der Sommersonnenwende fest und den Untergang auf 32 Tage nach der Herbsttagundnachtgleiche.
Woher Varro diese Vorstellung übernommen hat, muss offenbleiben. In dem einzigen älteren lateinischen Fachbuch, De agri cultura des älteren Cato, wird der Sternhaufen nicht erwähnt. Dagegen sind in der griechischen Fachliteratur Behandlungen der Plejaden erhalten. Schon Hesiod benutzt sie in Werke und Tage mehrfach als Zeitmarker.